# Paulo Afonso
Paulo Afonso é um município brasileiro no interior e norte do estado da Bahia. Foi emancipado em 28 de julho de 1958 do município de Glória. Sua área é de 1 545 quilômetros quadrados e sua população, conforme estimativa do IBGE de 2024, era de 119 128 habitantes.
Na zona rural do município, no povoado de Malhada da Caiçara, está situado um museu em homenagem a Maria Bonita, o Museu Casa de Maria Bonita.

## História
O município de Paulo Afonso nos meados do século XVIII era habitado por portugueses que chefiados por Garcia d’Ávila, subiram o rio São Francisco chegando onde hoje está localizada a cidade. Isso os levou devido à fartura de água. Encontraram pacíficos índios mariquitas e pancarus, junto a eles cultivaram a lavoura e a criação de gado, em meados de 1705, padres católicos iniciaram a catequese dos silvícolas, com a intenção de evitar que fossem explorados pelos bandeirantes.
Em 3 de outubro de 1725, o sertanista Paulo Viveiros Afonso recebeu, por alvará, uma sesmaria medindo três léguas de comprimentos por uma de largura. Situada na margem esquerda do rio São Francisco, abrangia as terras alagoanas da cachoeira, conhecida, então como “Sumidouro”. Não se conformando com a área que recebeu, o donatário ocupou, além das ilhas fronteiras (entre as quais a da Barroca ou Tapera), as terras baianas existentes na margem direita, onde construiu um arraial que, posteriormente, se transformou na Tapera de Paulo Afonso. A localidade, procurada como pouso de boiadas, começou a exigir desenvolvimento comercial que atendesse à solicitação de gêneros, por parte, não só dos adventícios, como da população local. O lugarejo já era expressivo núcleo demográfico do município de Glória, quando o Governo Federal, em 15 de março de 1948, criou a Companhia Hidrelétrica do São Francisco, com a finalidade de aproveitar a energia da Cachoeira de Paulo Afonso. O acampamento de obras localizou-se nas terras da Fazenda Forquilha. Em torno das instalações da Usina cresceu a Cidade.

### Cachoeira de Paulo Afonso

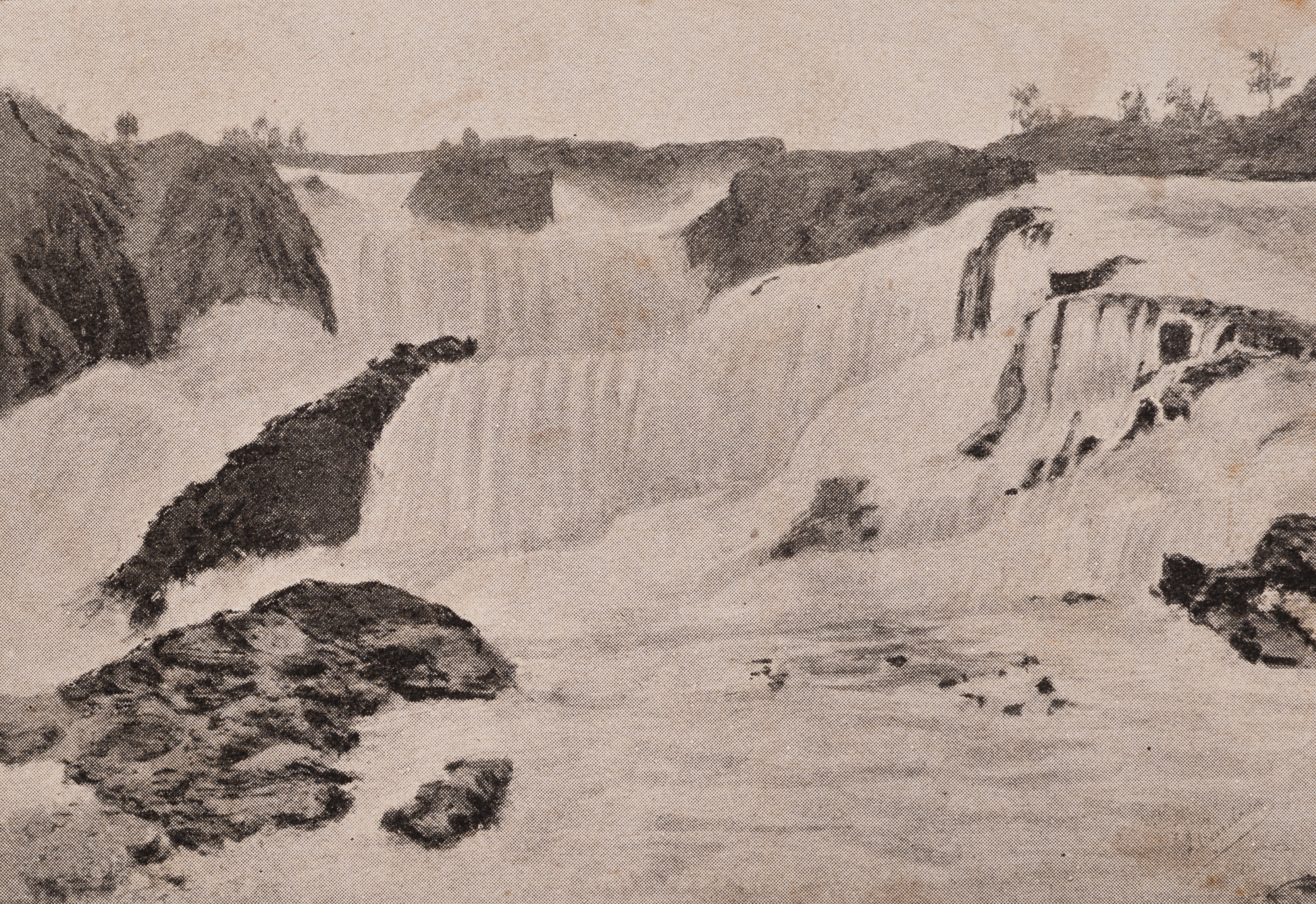
Cachoeira de Paulo Affonso no rio São Francisco, data anterior a construção do Complexo Hidrelétrico de Paulo Afonso.

As expedições, que iniciaram em 1553 a penetração do rio São Francisco, estão ligadas a história da Cachoeira de Paulo Afonso.
Nos séculos XVI e XVII, de acordo com os arquivos de Portugal e do Brasil, a Cachoeira era conhecida como "Sumidouro" ou "Forquilha", passando a ter a atual denominação após a concessão de uma sesmaria a Paulo Viveiros Afonso, através do Alvará de 3 de outubro de 1725.
Foi Delmiro Gouveia o pioneiro que, em 26 de janeiro de 1913, inaugurou uma pequena usina de 1.500 HP, hoje paralisada e fez transportar energia elétrica de Paulo Afonso para a localidade de Pedra, atual Cidade de Delmiro Gouveia, sede do município de igual nome, desmembrado do de Água Branca, em Alagoas.
A principal característica de Paulo Afonso e ter sido a primeira usina subterrânea instalada no Brasil. Suas turbinas encontram-se a mais de 80 metros abaixo do nível do rio São Francisco.

## Geografia

### Vegetação
A vegetação predominante no município é a caatinga. Em Paulo Afonso podem ser encontradas diversas espécies bromeliáceas e cactáceas.

### Clima
| Maiores acumulados de precipitação em 24 horas registrados em Paulo Afonso por meses (INMET, 1962-2015) | Maiores acumulados de precipitação em 24 horas registrados em Paulo Afonso por meses (INMET, 1962-2015) | Maiores acumulados de precipitação em 24 horas registrados em Paulo Afonso por meses (INMET, 1962-2015) | Maiores acumulados de precipitação em 24 horas registrados em Paulo Afonso por meses (INMET, 1962-2015) | Maiores acumulados de precipitação em 24 horas registrados em Paulo Afonso por meses (INMET, 1962-2015) | Maiores acumulados de precipitação em 24 horas registrados em Paulo Afonso por meses (INMET, 1962-2015) |
| Mês | Acumulado                                                                                               | Data | Mês | Acumulado                                                                                               | Data |
| --- | --- | --- | --- | --- | --- |
| Janeiro                                                                                                 | 122,8 mm                                                                                                | 11/01/1980                                                                                              | Julho                                                                                                   | 42 mm                                                                                                   | 19/07/1969                                                                                              |
| Fevereiro                                                                                               | 157,7 mm                                                                                                | 09/02/1978                                                                                              | Agosto                                                                                                  | 21 mm                                                                                                   | 08/08/2014                                                                                              |
| Março                                                                                                   | 140,3 mm                                                                                                | 29/03/1965                                                                                              | Setembro                                                                                                | 28,2 mm                                                                                                 | 09/09/2006                                                                                              |
| Abril                                                                                                   | 165,5 mm                                                                                                | 18/04/1988                                                                                              | Outubro                                                                                                 | 91,6 mm                                                                                                 | 03/10/1986                                                                                              |
| Maio | 95,7 mm                                                                                                 | 02/05/2005                                                                                              | Novembro                                                                                                | 65,6 mm                                                                                                 | 17/11/1999                                                                                              |
| Junho                                                                                                   | 46,8 mm                                                                                                 | 15/06/2006                                                                                              | Dezembro                                                                                                | 144,2 mm                                                                                                | 22/12/2008                                                                                              |

Paulo Afonso possui clima semiárido, com temperatura compensada média elevada em torno dos 26 graus (°C), chegando próximo dos 35 °C entre novembro e janeiro. Julho é o mês o mais ameno com temperatura girando em torno de 23 °C.
Segundo o Instituto Nacional de Meteorologia (INMET), referentes ao período de 1962 a 1970 e 1973 a 2015, a menor temperatura registrada em Paulo Afonso foi de 12,4 °C em agosto de 1973, nos dias 15 e 16, e a mais recente em 29 de setembro de 1997, e a maior atingiu 39,6 °C duas vezes, ambas em 1963, nos dias 3 de janeiro e 7 de fevereiro. O maior acumulado de precipitação registrado em 24 horas chegou a 165,5 milímetros (mm) em 18 de abril de 1988.
Outros acumulados iguais ou superiores a 100 mm foram: 157,7 mm em 9 de fevereiro de 1978, 144,2 mm em 22 de dezembro de 2008, 140,3 mm em 29 de março de 1965, 128,8 mm em 9 de abril de 1996, 122,8 mm em 11 de janeiro de 1980, 114 mm em 28 de janeiro de 2003, 112 mm em 16 de março de 1991 e 106 mm nos dias 21 de fevereiro de 1964 e 17 de março de 1963. O mês de maior precipitação foi abril de 1985 (337,7 mm).
| Dados climatológicos para Paulo Afonso                                                           | Dados climatológicos para Paulo Afonso | Dados climatológicos para Paulo Afonso | Dados climatológicos para Paulo Afonso | Dados climatológicos para Paulo Afonso | Dados climatológicos para Paulo Afonso | Dados climatológicos para Paulo Afonso | Dados climatológicos para Paulo Afonso | Dados climatológicos para Paulo Afonso | Dados climatológicos para Paulo Afonso | Dados climatológicos para Paulo Afonso | Dados climatológicos para Paulo Afonso | Dados climatológicos para Paulo Afonso | Dados climatológicos para Paulo Afonso |
| Mês                                                                                              | Jan                                    | Fev                                    | Mar                                    | Abr                                    | Mai                                    | Jun                                    | Jul                                    | Ago                                    | Set                                    | Out                                    | Nov                                    | Dez                                    | Ano                                    |
| ------------------------------------------------------------------------------------------------ | -------------------------------------- | -------------------------------------- | -------------------------------------- | -------------------------------------- | -------------------------------------- | -------------------------------------- | -------------------------------------- | -------------------------------------- | -------------------------------------- | -------------------------------------- | -------------------------------------- | -------------------------------------- | -------------------------------------- |
| Temperatura máxima recorde (°C)                                                                  | 39,6                                   | 39,6                                   | 38,9                                   | 37,8                                   | 36,8                                   | 34,9                                   | 34,4                                   | 34,5                                   | 37,7                                   | 38,9                                   | 39,4                                   | 39,2                                   | 39,6                                   |
| Temperatura máxima média (°C)                                                                    | 34,4                                   | 34,3                                   | 33,7                                   | 32,5                                   | 30,7                                   | 28,5                                   | 27,9                                   | 29,1                                   | 31,7                                   | 33,8                                   | 34,8                                   | 34,6                                   | 32,2                                   |
| Temperatura média compensada (°C)                                                                | 28                                     | 28                                     | 27,8                                   | 26,9                                   | 25,5                                   | 23,7                                   | 22,9                                   | 23,3                                   | 25,1                                   | 26,8                                   | 27,8                                   | 28                                     | 26,2                                   |
| Temperatura mínima média (°C)                                                                    | 23,1                                   | 23,2                                   | 23,2                                   | 22,8                                   | 21,9                                   | 20,5                                   | 19,5                                   | 19,4                                   | 20,3                                   | 21,6                                   | 22,5                                   | 22,8                                   | 21,7                                   |
| Temperatura mínima recorde (°C)                                                                  | 17                                     | 17,9                                   | 19                                     | 18,7                                   | 17,6                                   | 14                                     | 13                                     | 12,4                                   | 15                                     | 18                                     | 18,4                                   | 17,4                                   | 12,4                                   |
| Precipitação (mm)                                                                                | 49,2                                   | 38,3                                   | 76,8                                   | 75,3                                   | 54,2                                   | 62,6                                   | 49,3                                   | 29                                     | 11,7                                   | 17,1                                   | 19,5                                   | 30                                     | 513                                    |
| Dias com precipitação (≥ 1 mm)                                                                   | 3                                      | 3                                      | 6                                      | 6                                      | 9                                      | 11                                     | 10                                     | 8                                      | 3                                      | 2                                      | 2                                      | 3                                      | 66                                     |
| Umidade relativa compensada (%)                                                                  | 58,7                                   | 59,6                                   | 63,2                                   | 67,7                                   | 73,4                                   | 78,7                                   | 77,7                                   | 72,7                                   | 63,6                                   | 58,9                                   | 56,1                                   | 57,1                                   | 65,6                                   |
| Insolação (h)                                                                                    | 256                                    | 232,2                                  | 236,3                                  | 222,6                                  | 195,3                                  | 151,5                                  | 167,9                                  | 194                                    | 236,6                                  | 271,7                                  | 273,7                                  | 267                                    | 2 704,8                                |
| Fonte: INMET (normal climatológica de 1981-2010; recordes de temperatura: 1962-1970 e 1973-2015) |                                        |                                        |                                        |                                        |                                        |                                        |                                        |                                        |                                        |                                        |                                        |                                        |                                        |

## Política
Em outubro 1958 foi realizada a primeira eleição em Paulo Afonso, no dia 7 de abril de 1959 o município recebeu seus primeiros vereadores. Faltava naquele momento a infraestrutura para comportar os representantes do povo. Mesmo assim, em 14 de abril, foi aprovada a primeira resolução, de autoria da Mesa Diretora da Câmara que era presidida pela vereadora Dinalva Simões Tourinho. A câmara municipal é composta por quinze vereadores.

## Infraestrutura urbana
No centro do município, as ruas são pavimentas e outra parte é asfaltada, a coleta de lixo é feita semanalmente em grande parte da cidade e é direcionada para uma usina de reciclagem e já está em estado avançado à criação do aterro sanitário para reduzir os impactos ambientais.
- Transporte Urbano

Paulo Afonso possui uma empresa legalizada, que trabalha fazendo a conexão do centro da cidade aos principais bairros do município: Atlântico Transportes.
- Evolução populacional
  - 1991 - 86.619
  - 1996 - 92.995
  - 2000 - 96.499
  - 2007 - 101.952
  - 2010 - 108.396

Aumento de mais de 27 mil em comparação 1991 e 2010.
| Cidades                 | População censo 2010 |
| ----------------------- | -------------------- |
| 1ª Salvador             | 2.675.656            |
| 2ª Feira de Santana     | 556.642              |
| 3ª Vitoria da Conquista | 306.866              |
| 4ª Camaçari             | 242.970              |
| 5ª Itabuna              | 204.667              |
| 6ª Juazeiro             | 197.965              |
| 7ª Ilhéus               | 184.236              |
| 8ª Lauro de Freitas     | 163.449              |
| 9ª Jequié               | 151.895              |
| 10ª Alagoinhas          | 141.949              |
| 11ª Teixeira de Freitas | 138.341              |
| 12ª Barreiras           | 137.427              |
| 13ª Porto Seguro        | 126.929              |
| 14ª Simões Filho        | 118.047              |
| 15ª Paulo Afonso        | 108.396              |

Dos 417 municípios que constituem o estado da Bahia, Paulo Afonso possui a 8ª maior frota de veículos do estado.(IBGE/2009).

## Bairros
| - Abel Barbosa - Alves de Souza - Amaury Alves de Menezes, conhecido também por BNH - Barroca - Boa Esperança - Capuxú - Caminho dos Lagos - Cardeal Brandão Vilela, ou Três Lagoas - Centro - Centenário - Clériston Andrade - Dernival Oliveira, ou Siriema - Fazenda CHESF - General Dutra - Jardim Aeroporto - Jardim Bahia - Nossa Senhora de Fátima - Marina França - Moxotó BA também chamado de Oliveira Brito que ja foi a Vila Cetenco - Oliveira Lopes - PA IV - Panorama - Prainha - Perpétuo Socorro - Rodoviários - Sal Torrado - Santa Inês - São Vicente - Senhor do Bonfim - Setor Industrial - Tancredo Neves I, II e III - Tropical - Vila Dom Mário Zanetta - Vila Militar - Vila Nobre. |

## Economia
Segundo dados do IBGE, Paulo Afonso possui um dos maiores PIB (produto interno bruto) do estado da Bahia e em 2007 estava na lista das 30 maiores cidades do Nordeste com os maiores PIBs.

### Indústria
O valor adicional bruto da indústria é de 1.195.145, fazendo com que Paulo Afonso seja a quarta cidade com maior valor adicional bruto da indústria no estado da Bahia.

## Segurança pública
A cidade é sede do 20º Batalhão de Policia do Estado da Bahia, sede da 18ª COORPIN (Coordenadoria de Policia Civil do Interior) e agrupa o 15º GBM (Grupamento de Bombeiros Militares) devido à cidade conter um complexo hidrelétrico de grande porte a mesma abriga a 1ª Cia de Infantaria do Exército brasileiro, possui uma guarda municipal, por ser uma cidade que fica na divisa de vários estados, Paulo Afonso conta também com o apoio da Policia Rodoviária Federal.

## Educação
Responsável pela DIREC-10 uma unidade Regional da Secretaria de Educação, que tem por objetivo descentralizar as ações educacionais, socioeducativas e comunitárias, no âmbito do estado, executando atividades técnico-pedagógicas e administrativo-financeira, porém a educação regional caminha em passos pequenos quando comparamos com outras cidades da Bahia com o mesmo porte ou até mesmo de outros estados, anualmente é notável o grande número de jovens que concluem o ensino médio e se deslocam para outras cidades ou para grandes centros urbanos devido à ausência de cursos superiores para suprir a demanda da região. Sabendo da ausência de cursos na área de saúde nas principais cidades do interior do nordeste, o governo federal está ampliando o número de vagas, foi oficializado o curso de medicina, no futuro Campus da Univasf em Paulo Afonso. Esse importante passo se deu por conta da união do poder federal, estadual, municipal e da CHESF.

### Ensino superior

#### Ensino público federal
- IFBA (Instituto Federal da Bahia)[29]
- UNIVASF (Universidade Federal do Vale do São Francisco)[30]

#### Ensino privado
- FASETE (Faculdade Sete de Setembro)[31]

## Turismo

### Principais pontos turísticos
- Balneário Prainha
- Cachoeira de Paulo Afonso
- Cânions do São Francisco
- Complexo hidroelétrico
- Igreja São Francisco
- Monumento "O Touro e a Sucuri"
- Monumento dos Trabalhadores
- Museu Casa de Maria Bonita
- Parque Belvedere
- Praça das Mangueiras
- Ponte metálica
- Teleférico
- Parque de exposições

O turismo de Paulo Afonso tem aumento em eventos como o Moto energia e o São João da região. A cidade também recebe turistas pelo fato de possuir belezas naturais como as cachoeiras e a reserva ambiental Raso da Catarina (onde encontram-se espécies ameaçadas de extinção como a arara-azul-de-lear e a pomba-avoante), além de localizar o complexo de usinas da Chesf (Companhia Hidro Elétrica do São Francisco), contendo quatro grandes usinas PA I, PA II, PA III e PA IV e Apolônio Sales (Moxotó), além da pequena usina Piloto - que faz Paulo Afonso ser conhecido como a "Capital da Energia". Também é um grande sítio arqueológico junto com Xingó que, pelo fato de não possuir grande infraestrutura hoteleira, a maioria dos turistas se hospedam em Paulo Afonso.
Paulo Afonso para outras capitais está apenas a 3 horas de Aracaju e Maceió. Além de estar equidistante de Salvador e Recife, ambas a cerca de 500 quilômetros. Além de tudo, Paulo Afonso é conhecida como a capital brasileira dos esportes radicais.

## Transporte aeroportuário
O sistema de transporte aeroviário de Paulo Afonso dispõe do Aeroporto de Paulo Afonso - com pista de 1800 m de extensão por 45 m de largura - o serviço de infraestrutura para o apoio e a segurança das aeronaves. Podendo operar com tráfegos regular e não regular. Em 04 de novembro de 1980 foi transferido para Infraero empresa que hoje administra o aeroporto, o mesmo fica localizado na BA-210, KM 03, distante do centro 5 quilômetros.

## Saúde
O sistema de saúde pública na região de Paulo Afonso é abastecido pelos seus dois hospitais Hospital Nair Alves de Souza (HNAS) e Hospital Municipal de Paulo Afonso (HMPA), sendo este último contemplado desde 2020 com uma unidade de terapia intensiva (UTI). O município concentra a demanda em saúde de parte da região norte do estado, além do território de Itaparica em Pernambuco.
Está em debate sobre a organização da demanda de pacientes de outras regiões e de outros estados que estão sendo direcionados para Paulo Afonso-BA, essa organização busca equilibrar o atendimento de saúde pública.
O Lacen está localizado no centro, na Avenida Getúlio Vargas, o Lacen é um conjunto das três esferas governamentais, o poder municipal, estadual e federal, atenderá a região de Paulo Afonso que compreende as cidades de Paulo Afonso, Abaré, Chorrochó, Rodelas, Macururé, Glória, Jeremoabo, Pedro Alexandre e Santa Brígida.